# Manayek
Manayek (hébreu : מנאייכ, littéralement « mouchard » ou « balance ») est une série télévisée israélienne dont le premier épisode a été diffusé le 2 août 2020 sur la chaîne Kan 11. 
En France, en Allemagne et en Belgique, la série est diffusée depuis le 2 mars 2023 sur Arte.

## Synopsis
Izzy Bachar, un officier de la police des polices israélienne, traque les policiers véreux ou violents. Il s'apprête à prendre sa retraite quand il découvre que son meilleur ami et collègue Barak Harel, un chef de brigade a priori irréprochable, est soupçonné de corruption.

## Distribution
- Shalom Assayag : Izzy Bachar
- Amos Tamam (en) : Barak Harel
- Ishai Golan (en) : Eitan Doltsch
- Liraz Chamami : Tal Ben Harush
- Doron Ben-David : Ofir Leibowitz
- Maya Dagan : Ronit Meinzer
- Ofer Hayoun : Eliran Hen
- Orna Fitoussi : Etty Bachar
- Kobi Shimoni : Tamir Shmaya
- Avi Slama : Gili Shmaya

## Distinctions
En 2021, la série a remporté le prix de la meilleure série dramatique de l'Académie de la télévision israélienne (en).